# Шандор Хаваши
Шандор Хаваши (мађ. Havasi Sándor) био је мађарски фудбалер, који је најдуже играо за Ференцварош и Шалготарјан. Играо је на позицији одбрамбеног играча, бека.

## Каријера
Почео је да игра фудбал у Кинижи Хушошу. За омладинце Ференцвароша је почео да игра 1959. године. Своју прву прву утакмицу за први тим Ференцвароша је одиграо 1960. Са Ференцварошем је био четвороструки шампион Мађарске и део међународних успеха ФТЦ-а шездесетих година. Био је члан победничког тима који је освојио [Финале Купа сајамских градова 1965.|[Куп сајамских градова 1965]], такође члан тима финалисте КСГ 1968, и тима полуфиналиста КСГ 1963. За Ференцварош је одиграо укупно 181 утакмицу (102 првенствене утакмице, 68 међународних, 11 такмичарских, 2 првенствене утакмице, 2 пријатељске утакмице, дао је 4 гола). Године 1966. играо је једну сезону у Шалготарјану. Године 1971. завршио је активну спортску каријеру у нижелигашу у Будимпешти.

## Остварења
- Прва лига Мађарске у фудбалу
  - шампион: 1962/63, 1964, 1967, 1968
- Куп сајамских градова
  - шампион: 1965
  - финалиста: 1968
  - полуфиналиста: 1962/63